# Station Villefranche-sur-Saône
Station Villefranche-sur-Saône is een spoorwegstation in de Franse gemeente Villefranche-sur-Saône.
Het station werd geopend in 1854.